# Shorea retinodes
Shorea retinodes är en tvåhjärtbladig växtart som beskrevs av V. Slooten. Shorea retinodes ingår i släktet Shorea och familjen Dipterocarpaceae. Inga underarter finns listade i Catalogue of Life.